# Ất Hợi
Ất Hợi (chữ Hán: 乙亥) là kết hợp thứ 12 trong hệ thống đánh số Can Chi của người Á Đông. Nó được kết hợp từ thiên can Ất (Mộc âm) và địa chi Hợi (lợn). Trong chu kỳ của lịch Trung Quốc, nó xuất hiện trước Bính Tý và sau Giáp Tuất.

## Các năm Ất Hợi
Giữa năm 1700 và 2200, những năm sau đây là năm Ất Hợi (lưu ý ngày được đưa ra được tính theo lịch Việt Nam, chưa được sử dụng trước năm 1967):
- 1755
- 1815
- 1875
- 1935 (3 tháng 2, 1935 – 23 tháng 1, 1936)
- 1995 (31 tháng 1, 1995 – 18 tháng 2, 1996)
- 2055 (28 tháng 1, 2055 – 14 tháng 2, 2056)
- 2115
- 2175